# هاینز (مینه‌سوتا)
هاینز (به انگلیسی: Hines) یک منطقهٔ مسکونی در ایالات متحده آمریکا است که در شهرستان بلترامی، مینه‌سوتا واقع شده‌است. هاینز ۲۷۳٫۱ متر بالاتر از سطح دریا واقع شده‌است.